# Jan Meeuwis
Jan Meeuwis (* 6. August 1905 in Kalmthout; † unbekannt) war ein belgischer Radrennfahrer und nationaler Meister im Radsport.

## Sportliche Laufbahn
Von 1927 bis 1936 war Meeuwis als Berufsfahrer aktiv. 1927 wurde er nationaler Meister im Querfeldeinrennen (heutige Bezeichnung Cyclocross) vor Georges Ronsse. 1928 wurde er beim Sieg von Camille Faucaux Vierter im Critérium International de Cyclo-Cross, das als Vorläufer der späteren UCI-Weltmeisterschaften galt. Bis zum Ende seiner Laufbahn gewann er einige kleinere Rennen in Belgien.